# Artigiano digitale

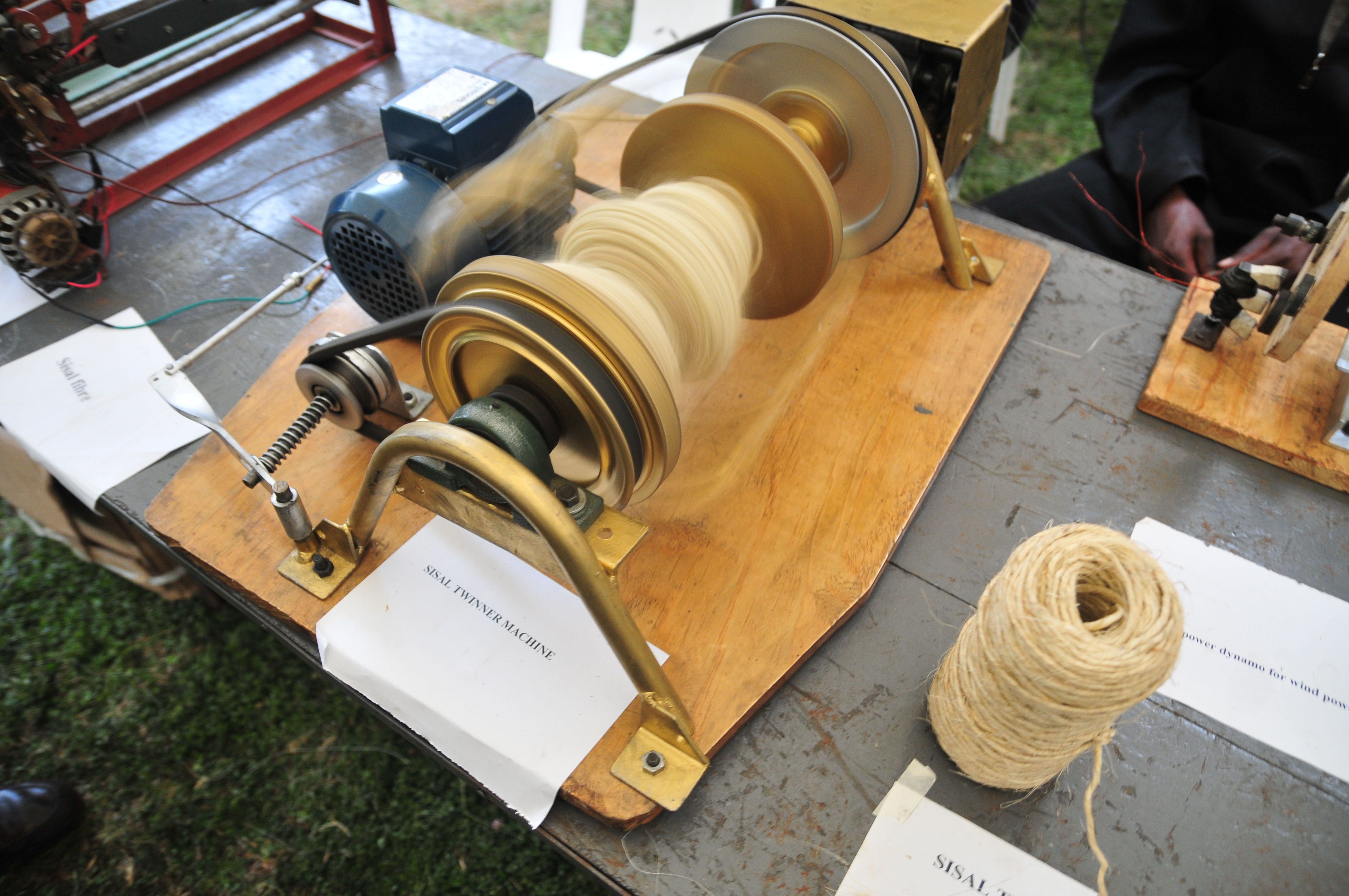
Apparecchiatura per l'avvolgimento della sisal, esempio di produzione dal basso. Maker Faire Africa-2010, Nairobi

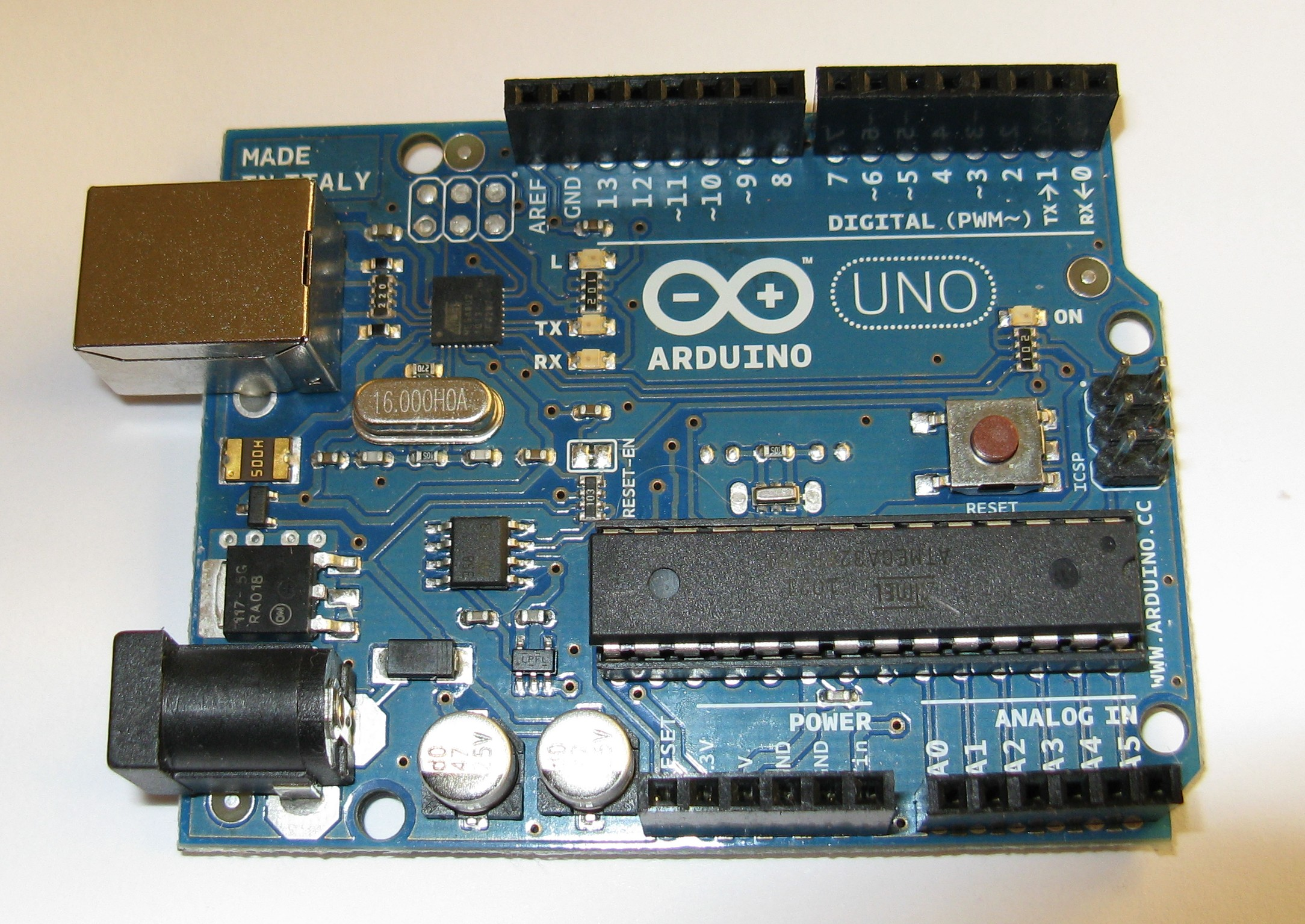
Il microcontrollore "Arduino", componente informatico libero per la prototipazione rapida, molto diffuso negli ambienti dell'artigianato digitale

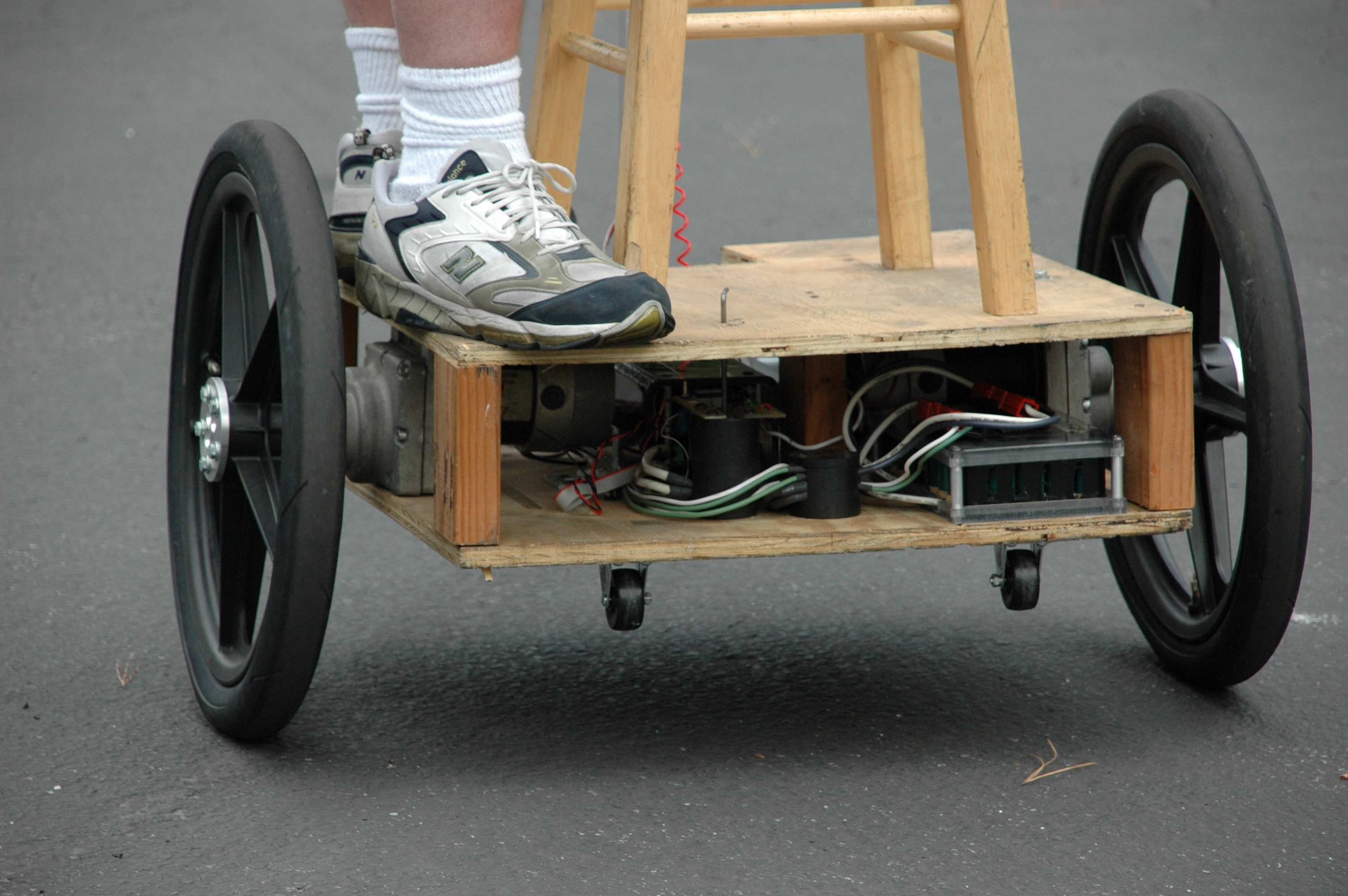
Un prototipo al Maker Faire del 2008, a San Mateo, in California

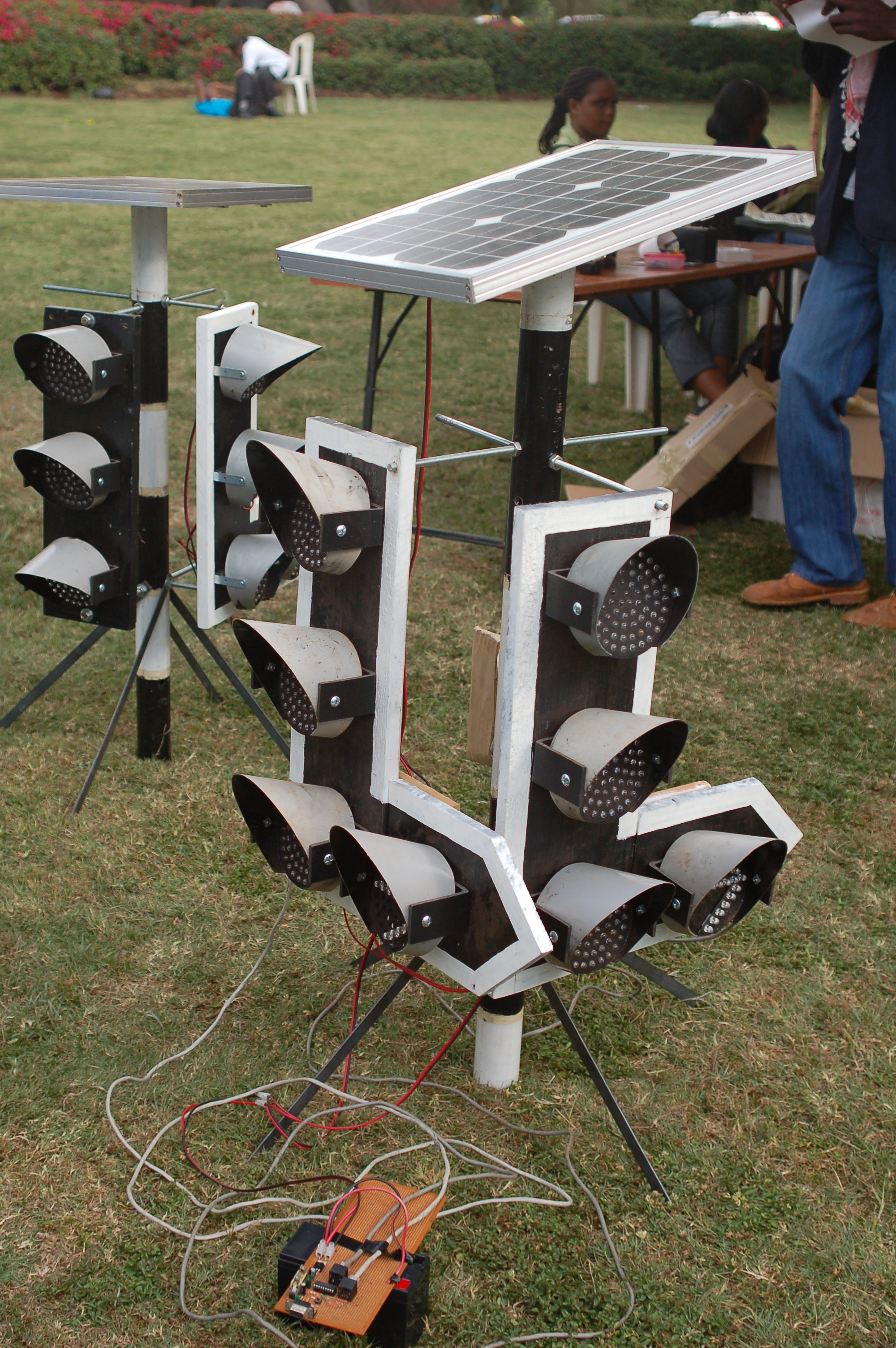
Prototipo di semaforo a LED ed energia solare. Maker Faire Africa-2010, Nairobi

Un artigiano digitale (detto colloquialmente maker) è una persona che svolge attività di bricolage e, in generale, di fai-da-te avvalendosi di tecnologie digitali. Tra gli interessi tipici degli artigiani digitali vi sono realizzazioni di tipo ingegneristico, come apparecchiature elettroniche, realizzazioni robotiche, dispositivi per la stampa 3D, e apparecchiature a controllo numerico. Sono anche contemplate attività più convenzionali, come la lavorazione dei metalli, del legno e l'artigianato tradizionale.

## Storia
La nascita della subcultura dell'artigianato digitale è strettamente associata alla nascita di spazi hacker, ovvero di spazi di innovazione collaborativa. Nel 2009 se ne contavano oltre un centinaio negli Stati Uniti d'America. 
Tra gli spazi hacker più in vista, tra quelli messi in relazione con la cultura dell'artigianato digitale, vi sono NYC Resistor, A2 Mech Shop, e l'organizzazione con fini di lucro TechShop. Personaggi identificabili con la subcultura dell'artigianato digitale possono essere trovati anche in più tradizionali ambienti accademici come il Massachusetts Institute of Technology (in questo caso, gravitanti soprattutto intorno alle aree d'acquisto come il MIT Hobby Shop).

## Descrizione

### Rapporto con il mondo del software aperto
La controcultura dell'artigianato digitale è molto legata al movimento degli applicativi a codice sorgente aperto. I suoi sostenitori ritengono che la loro cultura possa essere alla base di nuovi processi di innovazione tecnologica e produttiva, emergenti dal basso e con effetti dispiegati su piccola scala. La riutilizzazione dei risultati, grazie all'adozione di licenze libere, potrebbe permettere di innescare importanti effetti virtuosi, in cui sempre crescenti comunità di artigiani sperimentino nuovi approcci alla produzione basati su tecnologie a basso costo, anche su piccolissima scala o per un unico esemplare, fino a prefigurare una nuova rivoluzione industriale.

### Mezzi di comunicazione di massa
Tra le testate e i media di massa associati alla subcultura digital-artigianale vi sono la rivista mensile MAKE (pubblicata da O'Reilly Media fin dal 2005) e il diario virtuale Boing Boing. Il curatore di Boing Boing, Cory Doctorow, ha anche scritto un romanzo, dal titolo esplicativo, Makers, che lui definisce come "un libro su gente che modifica meccanismi e componenti, modelli economici, e soluzioni abitative, per scoprire modi per tirare avanti e vivere felici anche quando l'economia va a finire nel cesso.". La consacrazione del Movimento Maker prima negli USA e, a seguire, in Italia è stata sancita dalle copertine della rivista Wired con Limor Fried di Adafruit edizione USA (aprile 2011) e con Massimo Banzi di Arduino edizione italiana (novembre 2012) 

## Eventi e manifestazioni

### Maker Faire
Il movimento si esprime attraverso un evento annuale, la Maker Faire, organizzata dal mensile Make. Tenutosi per la prima volta nel 2006, l'evento ha attratto in ciascun anno un pubblico di oltre 65.000 visitatori.

### Maker Faire Africa
Degna di nota è anche l'iniziativa Maker Faire Africa, un'organizzazione internazionale fondata da Mark Grimes, Emeka Okafor, Emer Beamer, Erik Hersman e Henry Barnor, che si propone di sostenere organizzazioni alternative ai canali istituzionali, e i singoli operatori impegnati nella produzione locale di prototipi e tecnologie in grado di risolvere sfide immediate per lo sviluppo dell'Africa. La prima edizione ha avuto luogo in Ghana, nel 2009. A essa hanno fatto seguito successive fiere annuali.

### World Wide Rome
In Italia a Roma nel 2012 si è svolta la prima edizione della manifestazione World Wide Rome, dedicata al movimento degli artigiani digitali, a cui hanno preso parte, tra gli altri, Chris Anderson (direttore di Wired USA), Massimo Banzi (del team di Arduino), Dale Dougherty (cofondatore di O'Reilly Media), Riccardo Marchesi (fondatore di Plugandwear), Eleonora Ricca (fondatrice di Vectorealism ), Zoe Romano (progetto Openwear).

### End Summer Camp
In Italia a Venezia dal 2005 verso la fine dell'estate si svolge ogni anno l'End Summer Camp (ESC), evento indipendente a ingresso gratuito dedicato agli applicativi e ai componenti informatici liberi, all'hacking e al fai da te, il cui contenuto è creato dai suoi stessi partecipanti. Il 15 settembre 2007, l'ESC ha ospitato i suoi primi due laboratori di livello base e avanzato sul progetto Arduino.